# Eutrichota cameroni
Eutrichota cameroni är en tvåvingeart som först beskrevs av Malloch 1936.  Eutrichota cameroni ingår i släktet Eutrichota och familjen blomsterflugor. Inga underarter finns listade i Catalogue of Life.